# Olubayo Adefemi
Olubayo Adefemi (Lagos, 13 augustus 1985 – Kavála, 18 april 2011) was een Nigeriaans voetballer.

## Carrière
In 2001 maakte hij zijn debuut bij Bendel Insurance FC in eigen land. Van hieruit vertrok hij, na een jaar bij Delta Force FC in Myanmar gespeeld te hebben, voor een aantal jaren naar Israël, waar hij in 2006 de Israëlische voetbalbeker won met Hapoel Tel Aviv FC. Op 26 juni 2009 tekende Adefemi een contract bij het Franse US Boulogne, dat toen net gepromoveerd was naar de hoogste klasse. Maar nadat ze op het einde van het seizoen terug gedegradeerd waren, verliet hij de club en trok naar Skoda Xanthi in Griekenland.
Tijdens de Olympische Zomerspelen van 2008 speelde Adefemi elke wedstrijd voor het Nigeriaans voetbalelftal en scoorde hij zelfs in de halve finale tegen België. Tevens had hij daarvóór ook al deel uitgemaakt van de Nigeriaanse selectie op het wereldkampioenschap voetbal onder 20 van 2005. Nigeria verloor in de finale telkens van Argentinië.
Op 18 april 2011 overleed Adefemi op 25-jarige leeftijd bij een auto-ongeluk op de Griekse A2, nabij de stad Kavála.